# 長谷川和夫
長谷川 和夫（はせがわ かずお、1929年2月5日 - 2021年11月13日）は、日本の医学者・精神科医。認知症介護研究・研修東京センター名誉センター長、聖マリアンナ医科大学名誉教授。専門は老年精神医学・認知症。認知症医療の第一人者と称された。

## 略歴
愛知県東春日井郡牛山村（現・春日井市牛山町）で銀行員の子として生まれる。18歳ころにキリスト教徒となる。1953年に東京慈恵会医科大学（慈恵医大）を卒業する。IBC（基督教事業連合委員会）のキリスト教振興事業のひとつである留学生派遣に選ばれて1956年から2年間米国へ留学し、米国で最古かつ最大の精神病院聖エリザベス病院とジョンズ・ホプキンズ病院で研修生として精神医学と脳波学を学ぶ。1960年に「性犯罪者の精神医学的研究」で慈恵医大から医学博士を授かる。1950年からカリフォルニア大学医学部精神内科へ客員講師（研究のみ）として2年留学する。1969年慈恵医大助教授、1972年東京都老人総合研究所心理精神医学部長、1973年聖マリアンナ医科大学教授、1996年学長、2000年定年、名誉教授、理事長、2005年高齢者痴呆介護研究・研修東京センター長、2009年退職。
「長谷川式認知症スケール (HDS-R)」を作成したことで知られる。2004年に厚生労働省の検討会委員として、「痴呆」を「認知症」へ置き換えることに貢献した。「長生き時代には誰もが向き合う可能性がある、認知症になっても大丈夫な社会を作ることが大事」と訴え続けた。2005年瑞宝中綬章受章。
2018年に自らが認知症であることを告白した。当初、長谷川は自身の症状をアルツハイマー型認知症と疑ったが、2017年11月に認知症専門の和光病院で受診して嗜銀顆粒性認知症と診断された。認知症の理解を広めるため、2018年10月に絵本『だいじょうぶだよ ぼくのおばあちゃん』を出版した。
2021年11月13日に老衰のため東京都内の病院で92歳で他界し、家族葬で送った。死没日付けで従四位に叙された。

## 著書
- 快眠術 ごま書房 1977.12（ゴマブックス）
- 老人の精神機能検査法 サンド薬品 1977.6
- 40+α「年かな」と思ったらすぐ読む本 三笠書房 1982.5
- 老年の痴呆について 金原出版 1985.2（金原医学新書）
- 老年ぼけを防ぐ 痴呆への理解とその対応 1990.3（講談社健康バイブル）
- 老年痴呆に負けたくない人へ 東洋出版 1992.3（やさしい医学と健康のシリーズ）
- 心は老いるか  読売新聞社 1992.5（読売科学選書）
- ストレスに負けたくない人へ 職場と家庭のメンタルヘルス 東洋出版 1993.12（やさしい医学と健康のシリーズ）
- 森田療法入門 心の重荷を取り除き、ほんとうの自分を取り戻す法 ごま書房 1993.4　改題「マイナスの心をプラスに転じる法」、原題でサンマーク文庫
- 心の病い入門 精神科へ行こう 立風書房 1993.11
- 老年期痴呆（呆け）を恐れる方へ 主婦の友社 1995.11（名医の語り下ろしシリーズ）
- ボケる脳ボケない脳 講談社 1996.8
- 老親の心理 お年寄りが、いちばんしてもらいたがっていること ごま書房 1996.1
- お年寄りとつき合う法 ごま書房 1997.3（ゴマブックス）
- なかなか眠れないという人のための熟眠ブック ごま書房 1997.8（ゴマ健康ブックス）
- 知ってほしい痴ほうへの対応（とりくみ）マイライフ社 2003.2
- 認知症の知りたいことガイドブック 最新医療&やさしい介護のコツ 中央法規出版 2006.4
- 名医に学ぶ認知症診療のこれまでとこれから 永井書店 2006.5
- わかりやすい認知症の医学知識 中央法規出版 2011.3（基礎から学ぶ介護シリーズ）
- ボクはやっと認知症のことがわかった KADOKAWA 2019.12
- 認知症でも心は豊かに生きている 中央法規出版 2020.8

## 共編著
- 臨床医のための向精神薬の実際 樋口正元共著 金原出版 1973（新臨床医学文庫）
- 老年精神医学 加藤正明共編 医学書院 1973
- 老人心理へのアプローチ 賀集竹子共編 医学書院 1975
- ハンドブック老年学 那須宗一共編 岩崎学術出版社 1976
- 老年心理学 霜山徳爾共編 岩崎学術出版社 1977.9
- 心を強くする森田式生活術 岩井寛共著 ごま書房 1979.6（ゴマブックス）
- 老年期の精神障害 本間昭共著 新興医学出版社 1981.10（最新医学文庫）
- 老年期痴呆 金原出版 1984.6（精神科mook）
- 高齢化社会の健康問題 こころの老化をめぐって 羽田澄子共著 1984.10（岩波ブックレット）
- 痴呆性老人の看護とデイケア 医学書院 1986.9
- 精神科Q&A  1-2　森温理共編 金原出版 1986-1988
- 精神疾患の診断と治療 わかりやすい診かたと対応 西村健共編 医薬ジャーナル社 1986.8
- 高齢期の痴呆 同朋舎出版 1988.11（メンタルヘルス・シリーズ）
- 精神保健 建帛社 1990.4（介護福祉士選書）
- 老年痴呆とは何か 今井幸充共著 日本看護協会出版会 1990.10（看護セミナー・ブックレット）
- 老人の心理 長嶋紀一共著 全国社会福祉協議会 1990.10
- 痴呆の対応をどうするか? 医薬ジャーナル社 1990.11
- 老年精神医学マニュアル 清水信共編 金原出版 1991.10
- アルツハイマー病 日本評論社 1992.11
- 痴ほう性老人の介護はどうすればよいか 平凡社 1992.11
- 痴呆のお年寄りの介護 五島シズ共著 東洋出版 1993.9（あたたかい医学のシリーズ）
- 講座・高齢社会の技術 2 老いる技術 熊谷公明共編 日本評論社 1995.9
- 家族の介護プロの介護 上手に分担してよりよい介護を 加藤登志子、笹森貞子共著 法研 1999.7（みんなの介護）
- 医学一般 建帛社 2000.9（社会福祉選書）
- やさしく学ぶ認知症のケア 永井書店 2008.3
- 認知症の理解 こころとからだのしくみ 介護の視点からみる支援の概要 建帛社 2008.10（介護福祉士養成テキスト）
- こころとからだのしくみ 生活場面・状態像に応じた支援の理解 遠藤英俊共編著 建帛社 2009.4（介護福祉士養成テキスト）
- 発達と老化の理解 介護の視点からみる高齢者の心理と健康 長嶋紀一、遠藤英俊共編著 建帛社 2009.9（介護福祉士養成テキスト）
- 認知症診療の進め方 その基本と実践 永井書店 2010.1
- 認知症ケアの心 ぬくもりの絆を創る 中央法規出版 2010.11
- だいじょうぶだよ ぼくのおばあちゃん 絵：池田げんえい ぱーそん書房 2018.10
- 父と娘の認知症日記 中央法規出版 2021.1

## テレビ出演
- NHKスペシャル「認知症の第一人者が認知症になった」（2020年1月11日）[13]